# Цимлянский заказник
Цимлянский заказник — государственный природный заказник федерального значения. Располагается на востоке Ростовской области в Цимлянском районе. Имеет зоологический профиль.

## Расположение

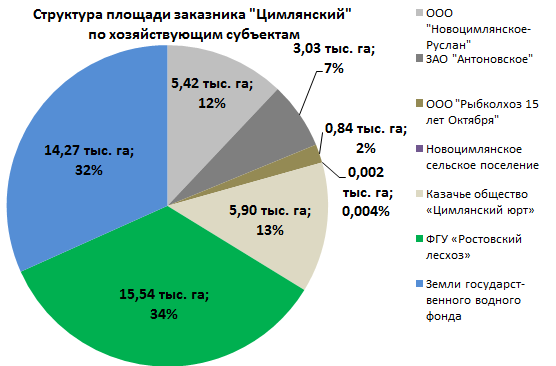
Структура площади Цимлянского заказника по хозяйствующим субъектам на 2010 год

Цимлянский заказник располагается на востоке Ростовской области в Цимлянском районе на территории Новоцимлянского сельского поселения в пределах урочища Кучугуры, являющегося частью природного комплекса Доно-Цимлянских песков. На территории Волгоградской области продолжением природоохранной зоны является природный парк «Цимлянские пески».
Заказник фактически изолирован от основной части Ростовской области Цимлянским водохранилищем, а сама территория заказника труднопроходима для автотранспорта, слабо освоена и малонаселённа. Несколько ранее существовавших на территории заказника хуторов в настоящее время обезлюдели и практически не имеют постоянного населения. Хутора Линьки и Додонов расселены, а в хуторе Аксёнов на конец 2009 года оставалось только 5 человек. Хозяйственное использование земель заказника, кроме отгонного животноводства, малоперспективно.
Площадь заказника составляет 44,998 тыс. га, из них 14,3 тыс. га приходится на прибрежную акваторию Цимлянского водохранилища.
Северо-восточная граница заказника проходит по административной границе Ростовской и Волгоградской областей, юго-западная граница проходит на расстоянии 2 километров от уреза воды при напорном уровне водохранилища в 36 метров, западная граница заказника в северном направлении идёт по руслу реки Цимлы, до её пересечения с административной границей области. На Цимлянском водохранилище природоохранная зона, относящаяся к заказнику, занимает два километра прибрежной полосы.

## История
Заказник в ранге республиканского степного зоологического заказника был образован в 1983 году. С 1996 года заказник включен в «Перечень особо охраняемых природных территорий побережий Чёрного и Азовского морей», одновременно приобретя федеральный статус. В начале 2000-х годов существовали планы по преобразованию заказника в Цимлянский степной заповедник, отражённые в Схеме территориального планирования Восточного внутриобластного района Ростовской области. Но в опубликованном в 2010 году приказе Минприроды России Цимлянский заказник сохранил свой прежний статус. С 2011 года заказник переведён в подчинение администрации Ростовского заповедника.

## Климат
Среднегодовое количество осадков составляет 377—391 мм. Их распределение по сезонам года достаточное неравномерное. Большая часть осадков выпадает в тёплый период с апреля по октябрь в размере 235—236 мм, преимущественно в виде кратковременных ливневых дождей. Значительно больше участие в создании запасов влаги в почве принимают осадки холодного периода (ноябрь — март) — 141—156 мм, выпадающие в виде дождей и снега.

## Геоморфология и рельеф
Территория заказника относится к двум геоморфологическим районам: Доно-Донецкой эрозионной равнине и аллювиально-аккумулятивной равнине Нижнего Дона. Основными формами рельефа являются вытянутые через весь массив гряды бугристых песков высотой до 8 метров и долинообразные котловины выдувания между ними.
Береговая линия Цимлянского водохранилища сильно изрезана и носит непостоянный характер, зависящий от колебания уровня воды в водохранилище.

## Растительный мир
В Цимлянском заказнике представлен азональный лесостепной комплекс, вынесенный вглубь сухих степей юга России. На территории заказника встречаются участки полупустыни, степи, лесостепи, леса, низинных лугов и болот.
Степная растительность преобладает во внутренних частях заказника. На равнинных песках развивается песчаная степь с типчаковыми, чабрецово-чистяковыми, лишённые растительности.
Леса занимают около 10 % площади заказника. Они представлены искусственными посадками тополей, сосен и акаций, а также реликтовой плейстоценовой лесной растительностью во влажных межбугровых понижениях в виде берёзовых и осиновых лесов, образующих небольшие лесные массивы — колки. В породном составе древостоя встречаются ива белая и отдельные дубы. В лесах сохранились реликтовые бореальные виды растений: болотный плаун, кукушкин лён, сфагновые мхи, папоротники щитовник и ужовник, родиола.
Луговые фитоценозы подразделяются на две группы:
- низинные луга недостаточного увлажнения незасолённые с сильносбитым мятликово-полынковым, чабрецово-мятликовым, типчаково-мятликовым, мятликовым травостоем,
- низинные и лиманные луга недостаточного увлажнения засолённые с солончаково-пырейными, вейниковыми, песчано-пырейными, осоковыми, полевицево-пырейными группировками с кермеком Гмелина, молочаем и девясилом[6].

Болотные ассоциации по берегам водохранилища и мелких пересыхающих озёр представлены осокой, камышом, тростником, рогозом.
В составе флоры заказника встречаются 29 видов растений, занесённых в Красные книги Российской Федерации и Ростовской области. Особую ценность представляют василёк Талиева, пырей ковылелистный и водяной плавающий орех (чилим).

## Животный мир
Заказник отличается большим разнообразием наземных позвоночных животных (более 230 видов). Кроме типичных видов (лось, кабан, косуля, заяц-русак, обыкновенная лисица), отмечаются случаи захода волка и шакала с территории Волгоградской области. Особенно богата территория видовым разнообразием птиц — 140 видов (особый интерес представляют крупные и устойчивые гнездовые группировки орланов-белохвостов, стрепетов, авдоток и филина). Кроме того, на территории заказника встречается около 33 видов животных, занесённых в Красные книги России и области (дозорщик-император, красотка-девушка, сколия-гигант, ктырь гигантский, европейский тювик, сапсан, журавль-красавка, ходулочник, кулик-сорока, степной хорёк).
На территории заказника сохраняется небольшая популяция донских мустангов, численностью 30-70 голов. Заказник включен в перечень ключевых орнитологических территорий России (КОТР №РО-001).
Отдельным направлением деятельности заказника является дичеразведение (увеличение численности фазана, косули, зайца-русака, дикого кабана для их дальнейшего расселения по охотничьим хозяйствам области).